# Incheon
Incheon (Hangeul: 인천, Hanja: 仁川, Hán-Việt: Nhân Xuyên), tên chính thức Thành phố quảng vực Incheon (Hangeul: 인천 광역시, Hanja 仁川廣域市, Hán Việt: Nhân Xuyên Quảng vực thị), là một thành phố nằm ở phía tây bắc Hàn Quốc, giáp với thủ đô Seoul và tỉnh Gyeonggi về phía đông và biển Hoàng Hải ở phía Tây. Vào thời đại đồ đá mới, khu vực thành phố chỉ là nơi cư trú của 4.700 người cho đến khi khi cảng quốc tế Jemulpo được xây dựng vào năm 1883. Ngày nay, dân số thành phố là 2,76 triệu người, khiến Incheon trở thành thành phố đông dân thứ ba tại Hàn Quốc sau Seoul và Busan. Sự phát triển của thành phố trong thời hiện đại được đảm bảo với cùng với sự phát triển của hải cảng và vị thế là một thành phố biển. Là một phần thuộc vùng thủ đô Seoul, Incheon cùng với Seoul và tỉnh Gyeonggi, tạo thành khu vực đô thị lớn thứ tư trên thế giới theo dân số.
Incheon đã góp phần to lớn vào sự phát triển của Hàn Quốc với việc mở cửa cảng ra thế giới bên ngoài, hiện đại hóa Hàn Quốc như một trung tâm công nghiệp hóa. Năm 2003, thành phố được quyết định trở thành khu kinh tế mở đầu tiên của Hàn Quốc. Từ đó, các công ty bản địa lớn và các hãng kinh doanh toàn cầu đã tăng cường đầu tư vào then Khu kinh tế Mở Incheon, bao gồm Samsung với việc lựa chọn Thành phố Quốc tế Songdo làm điểm đầu tư mới cho ngành công nghiệp sinh học của tập đoàn.
Với vai trò là một thành phố quốc tế, Incheon đã tổ chức nhiều hội nghị quốc tế có quy mô lớn, như Lễ hội và Hội chợ Toàn cầu Incheon năm 2009. Á vận hội lần thứ 17 vào năm 2014 đã được tổ chức tại Incheon. Incheon tự đặt nó là vị trí trung tâm của vận chuyển giao thông khu vực Đông Bắc Á với sân bay quốc tế Incheon và cảng Incheon. Thành phố cũng là nơi có Quỹ Khí hậu Xanh, một tổ chức quốc tế giải quyết các vấn đề môi trường.

## Lịch sử
Sử sách đầu tiên nói về khu vực Incheon là từ năm 475 CN dưới thời Trường Thọ Vương (Jangsu) của Cao Câu Ly với tên gọi Michuhol. Khu vực đã trải qua một số tên gọi dưới các Triều đại sau đó. Trong thời Cao Ly, Incheon được gọi là Gyeongwon (경원) hoặc Inju (인주). Tên gọi hiện nay của thành phố có từ năm 1413. Sau đó, Quận Incheon trở thành Quận đô thị Incheon (dohobu, 도호부). Old Incheon bao gồm Incheon ngày nay là nam Incheon (tức là Jung-gu, Dong-gu, Nam-gu, Yeonsu-gu và Namdong-gu) và phần phía bắc của thành phố Siheung. Trung tâm thành phố là Gwangyo-dong, nơi có văn phòng tỉnh (도호부 청사) và học viện địa phương (hyanggyo, 향교). Hai tòa nhà còn lại của văn phòng tỉnh Incheon được đặt tại trường tiểu học Munhak, trong khi các tòa nhà văn phòng mới được xây dựng (năm 2001) nằm ngay đối diện Sân vận động bóng chày Munhak.
Một tên lịch sử khác của thành phố, Jemulpo (được La Mã hóa thành Chemulpo), đã không được sử dụng rộng rãi cho đến khi cảng biển ở đây được khai trương vào năm 1883. Sau khi mở cảng Incheon, trung tâm thành phố chuyển từ Gwangyo đến Jemulpo. Hôm nay, hoặc Jemulpo hoặc Gwangyo-dong được coi là "gốc Incheon" (원 인천). Thành phố được đổi tên thành Jinsen (âm Hán-Nhật của Incheon) trong thời cai trị của Nhật Bản ở bán đảo Triều Tiên.
Năm 1914, chính quyền thuộc địa Nhật Bản sáp nhập các khu vực bên ngoài của Incheon cũ (bao gồm cả trung tâm cũ của Gwangyo) với Quận Bupyeong, hình thành Quận Bucheon. Năm 1936 và 1940, một phần của Quận Bucheon được tái kết hợp thành Thành phố Incheon, một số phần của Bupyeong "cũ" đã được sáp nhập vào Incheon.
Incheon ban đầu là một phần của tỉnh Gyeonggi, nhưng đã được cấp quyền trực tiếp (bây giờ là thành phố đô thị trung ương) vào ngày 1 tháng 7 năm 1981; thành phố chính thức tách ra khỏi tỉnh. Năm 1989, các đảo lân cận và thị trấn Gyeyang của quận Gimpo được nhượng lại cho Incheon và năm 1995, thị trấn Geomdan của huyện Gimpo và hai quận Ganghwa và Onjin được sáp nhập vào thành phố Incheon.
Incheon được biết đến với tên Inchon trước khi chính phủ Hàn Quốc công nhận một hệ thống Latinh hóa tiếng Hàn mới (Romaja quốc ngữ) vào năm 2000.

### Các sự kiện đáng chú ý
Thành phố là nơi diễn ra hải chiến vịnh Chemulpo, nơi những phát súng đầu tiên của Chiến tranh Nga-Nhật đã nổ ra.
Trong chiến tranh Triều Tiên, Incheon đã từng bị quân Bắc Triều Tiên chiếm đóng vào ngày 4 tháng 9 năm 1950. Vào ngày 15 tháng 9 năm 1950, Incheon là nơi đã diễn ra Trận Incheon, khi các lực lượng Hoa Kỳ tiến hành đổ bộ để làm dịu áp lực cho vành đai Pusan và khởi động cuộc tấn công của Liên Hợp Quốc lên hướng bắc. Kết quả là một trận đánh mang ý nghĩa lớn của quân Liên Hợp Quốc. USS Inchon (MCS-12) được đặt tên theo trận thủy chiến xảy ra sau đó.
Incheon cũng đã tổ chức một loạt các sự kiện quốc tế lớn. Hội chợ toàn cầu & Festival 2009 Incheon được tổ chức tại quận Songdo vào tháng 8 năm 2009. Nó được mở từ ngày 7 tháng 8 đến ngày 25 tháng 10 trong thời gian 80 ngày. Đó là một sự kiện quốc tế toàn diện với các tổ chức và tập đoàn toàn cầu như những người tham gia. Các nhạc sĩ và họa sĩ biểu diễn đã biểu diễn trong sự kiện này.
Thành phố đã tổ chức một cuộc họp của các Bộ trưởng Tài chính G20 vào tháng 2 năm 2010. Incheon là địa điểm tổ chức Hội nghị toàn cầu lần thứ ba của Liên Hợp Quốc, được tổ chức từ ngày 10 đến ngày 14 tháng 8 năm 2011.
Thành phố lần đầu tiên tổ chức lễ hội Biennale cho các nữ họa sỹ Incheon năm 2004, mở rộng sang các họa sĩ quốc tế chào đón trong năm 2007, 2009 và 2011 tiếp theo.
Incheon tổ chức Đại hội Thể thao châu Á 2014.

## Hành chính
Thành phố Incheon có 8 quận(gu) và 2 huyện  (gun).
| Tên         | Tên (Hangul) | Tên (Hanja) | Cờ | Diện tích (km²) | Dân số (người) | Mật độ dân số (Người/km²) |
| ----------- | ------------ | ----------- | -- | --------------- | -------------- | ------------------------- |
| Jung-gu     | 중구         | 中區        |    | 140.3           | 136,879        | 65,934                    |
| Dong-gu     | 동구         | 東區        |    | 7.2             | 64,216         | 28,746                    |
| Michuhol-gu | 미추홀구     | 彌鄒忽區    |    | 24.8            | 407,369        | 184,796                   |
| Yeonsu-gu   | 연수구       | 延壽區      |    | 54.9            | 369,588        | 142,233                   |
| Namdong-gu  | 남동구       | 南洞區      |    | 57.1            | 532,257        | 222,280                   |
| Bupyeong-gu | 부평구       | 富平區      |    | 32.0            | 508,587        | 211,480                   |
| Gyeyang-gu  | 계양구       | 桂陽區      |    | 45.6            | 301,984        | 123,177                   |
| Seo-gu      | 서구         | 西區        |    | 116.9           | 544,465        | 218,546                   |
| Ganghwa-gun | 강화군       | 江華郡      |    | 411.4           | 69,154         | 33,220                    |
| Ongjin-gun  | 옹진군       | 甕津郡      |    | 172.9           | 20,456         | 11,695                    |

## Khí hậu
Incheon có khí hậu cận nhiệt đới ẩm và khí hậu lục địa ẩm (Köppen Cwa / Dwa, tương ứng). Giống như các thành phố trung ương khác, Incheon có ảnh hưởng mạnh mẽ của hiệu ứng đảo nhiệt đô thị. Khí hậu của Incheon ở khoảng mức trung bình so với phần còn lại của Hàn Quốc, với 8 địa điểm lạnh hơn và 10 địa điểm ấm hơn, và với 9 địa điểm trở nên ẩm ướt hơn và 9 địa điểm khô hơn.
Incheon trải qua bốn mùa rõ rệt, nhiệt độ và độ ẩm của thành phố luôn dao động mạnh mẽ theo mùa. Tuy nhiên, nhiệt độ không bao giờ tăng lên đến mức cực đoan, và khí hậu của thành phố chủ yếu là ôn hòa. Incheon bị cuốn theo gió mùa vì gió đông bắc tràn vào thành phố vào mùa đông và mùa hè ở Incheon bị ảnh hưởng bởi gió ấm của gió tây nam.
| Dữ liệu khí hậu của Incheon (1981–2010, extremes 1904–nay)                   | Dữ liệu khí hậu của Incheon (1981–2010, extremes 1904–nay) | Dữ liệu khí hậu của Incheon (1981–2010, extremes 1904–nay) | Dữ liệu khí hậu của Incheon (1981–2010, extremes 1904–nay) | Dữ liệu khí hậu của Incheon (1981–2010, extremes 1904–nay) | Dữ liệu khí hậu của Incheon (1981–2010, extremes 1904–nay) | Dữ liệu khí hậu của Incheon (1981–2010, extremes 1904–nay) | Dữ liệu khí hậu của Incheon (1981–2010, extremes 1904–nay) | Dữ liệu khí hậu của Incheon (1981–2010, extremes 1904–nay) | Dữ liệu khí hậu của Incheon (1981–2010, extremes 1904–nay) | Dữ liệu khí hậu của Incheon (1981–2010, extremes 1904–nay) | Dữ liệu khí hậu của Incheon (1981–2010, extremes 1904–nay) | Dữ liệu khí hậu của Incheon (1981–2010, extremes 1904–nay) | Dữ liệu khí hậu của Incheon (1981–2010, extremes 1904–nay) |
| Tháng                                                                        | 1                                                          | 2                                                          | 3                                                          | 4                                                          | 5                                                          | 6                                                          | 7                                                          | 8                                                          | 9                                                          | 10                                                         | 11                                                         | 12                                                         | Năm                                                        |
| ---------------------------------------------------------------------------- | ---------------------------------------------------------- | ---------------------------------------------------------- | ---------------------------------------------------------- | ---------------------------------------------------------- | ---------------------------------------------------------- | ---------------------------------------------------------- | ---------------------------------------------------------- | ---------------------------------------------------------- | ---------------------------------------------------------- | ---------------------------------------------------------- | ---------------------------------------------------------- | ---------------------------------------------------------- | ---------------------------------------------------------- |
| Cao kỉ lục °C (°F)                                                           | 15.8 (60.4)                                                | 18.2 (64.8)                                                | 21.9 (71.4)                                                | 32.7 (90.9)                                                | 31.2 (88.2)                                                | 33.8 (92.8)                                                | 38.9 (102.0)                                               | 38.9 (102.0)                                               | 33.4 (92.1)                                                | 28.6 (83.5)                                                | 26.2 (79.2)                                                | 17.5 (63.5)                                                | 38.9 (102.0)                                               |
| Trung bình ngày tối đa °C (°F)                                               | 1.7 (35.1)                                                 | 4.4 (39.9)                                                 | 9.6 (49.3)                                                 | 16.1 (61.0)                                                | 21.3 (70.3)                                                | 25.4 (77.7)                                                | 27.6 (81.7)                                                | 29.0 (84.2)                                                | 25.5 (77.9)                                                | 19.7 (67.5)                                                | 11.8 (53.2)                                                | 4.7 (40.5)                                                 | 16.4 (61.5)                                                |
| Trung bình ngày °C (°F)                                                      | −2.1 (28.2)                                                | 0.3 (32.5)                                                 | 5.1 (41.2)                                                 | 11.3 (52.3)                                                | 16.4 (61.5)                                                | 20.9 (69.6)                                                | 24.0 (75.2)                                                | 25.2 (77.4)                                                | 21.1 (70.0)                                                | 15.0 (59.0)                                                | 7.6 (45.7)                                                 | 0.9 (33.6)                                                 | 12.1 (53.8)                                                |
| Tối thiểu trung bình ngày °C (°F)                                            | −5.4 (22.3)                                                | −3.1 (26.4)                                                | 1.7 (35.1)                                                 | 7.6 (45.7)                                                 | 12.8 (55.0)                                                | 17.6 (63.7)                                                | 21.5 (70.7)                                                | 22.4 (72.3)                                                | 17.5 (63.5)                                                | 11.0 (51.8)                                                | 3.9 (39.0)                                                 | −2.6 (27.3)                                                | 8.7 (47.7)                                                 |
| Thấp kỉ lục °C (°F)                                                          | −21.0 (−5.8)                                               | −18.4 (−1.1)                                               | −13.8 (7.2)                                                | −3.6 (25.5)                                                | 3.4 (38.1)                                                 | 8.7 (47.7)                                                 | 12.8 (55.0)                                                | 14.4 (57.9)                                                | 5.3 (41.5)                                                 | −3.2 (26.2)                                                | −12.0 (10.4)                                               | −18.6 (−1.5)                                               | −21.0 (−5.8)                                               |
| Lượng Giáng thủy trung bình mm (inches)                                      | 20.6 (0.81)                                                | 20.8 (0.82)                                                | 40.5 (1.59)                                                | 57.7 (2.27)                                                | 100.3 (3.95)                                               | 112.0 (4.41)                                               | 319.6 (12.58)                                              | 285.8 (11.25)                                              | 153.5 (6.04)                                               | 53.4 (2.10)                                                | 51.0 (2.01)                                                | 19.3 (0.76)                                                | 1.234,4 (48.60)                                            |
| Số ngày giáng thủy trung bình (≥ 0.1 mm)                                     | 6.6                                                        | 5.3                                                        | 6.7                                                        | 7.3                                                        | 8.7                                                        | 9.7                                                        | 14.9                                                       | 12.5                                                       | 8.2                                                        | 6.2                                                        | 8.5                                                        | 7.3                                                        | 101.9                                                      |
| Số ngày tuyết rơi trung bình                                                 | 7.6                                                        | 4.3                                                        | 2.5                                                        | 0.2                                                        | 0.0                                                        | 0.0                                                        | 0.0                                                        | 0.0                                                        | 0.0                                                        | 0.0                                                        | 1.5                                                        | 5.8                                                        | 21.9                                                       |
| Độ ẩm tương đối trung bình (%)                                               | 61.5                                                       | 61.8                                                       | 63.4                                                       | 64.1                                                       | 70.3                                                       | 74.8                                                       | 82.2                                                       | 79.1                                                       | 73.1                                                       | 67.3                                                       | 63.9                                                       | 62.0                                                       | 68.6                                                       |
| Số giờ nắng trung bình tháng                                                 | 178.0                                                      | 181.5                                                      | 204.9                                                      | 219.4                                                      | 231.4                                                      | 203.4                                                      | 156.8                                                      | 191.0                                                      | 197.6                                                      | 211.2                                                      | 168.6                                                      | 171.0                                                      | 2.314,9                                                    |
| Phần trăm nắng có thể                                                        | 58.0                                                       | 59.5                                                       | 55.3                                                       | 55.6                                                       | 52.7                                                       | 46.1                                                       | 35.0                                                       | 45.4                                                       | 52.9                                                       | 60.6                                                       | 55.2                                                       | 57.3                                                       | 52.0                                                       |
| Nguồn: Korea Meteorological Administration (percent sunshine and snowy days) |                                                            |                                                            |                                                            |                                                            |                                                            |                                                            |                                                            |                                                            |                                                            |                                                            |                                                            |                                                            |                                                            |

## Tôn giáo
Tôn giáo ở Incheon (2005)

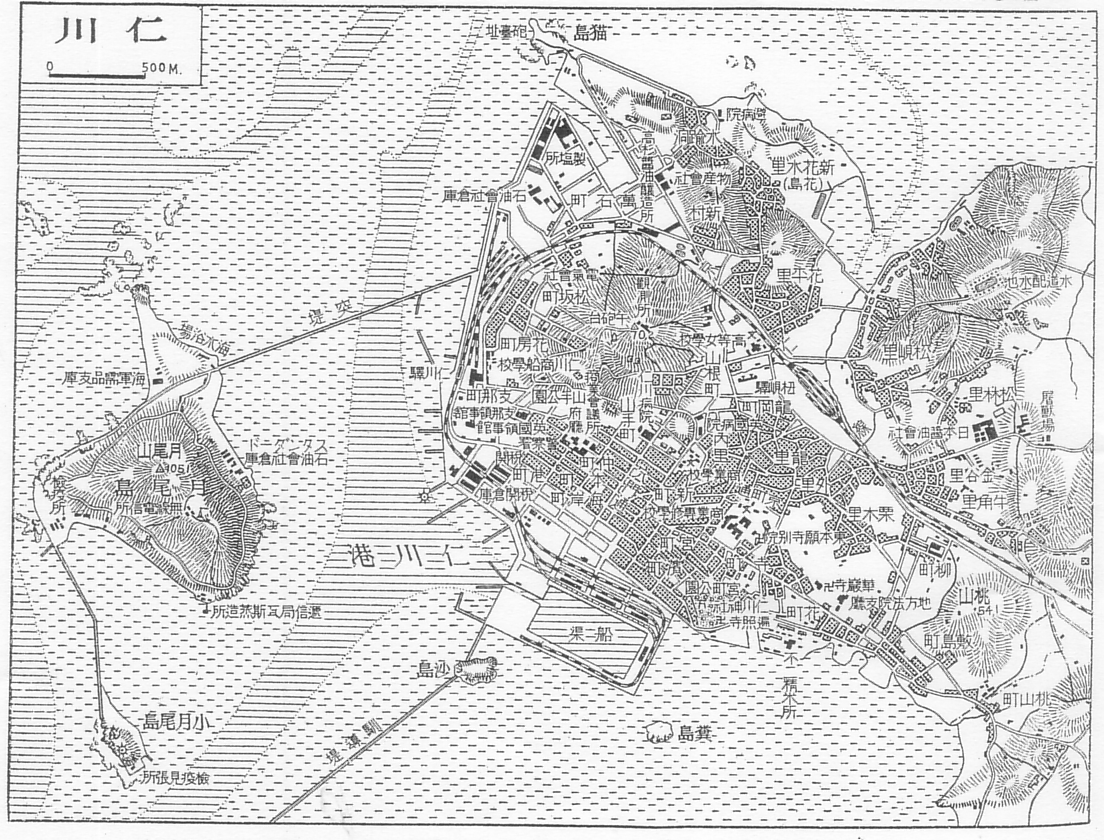
bản đồ khoảng năm 1930

Theo điều tra dân số năm 2005, dân số của Incheon 36.1% theo Kitô giáo (22.4% Tin Lành và 13.7% Công giáo) và 13.8% theo Phật giáo. 50.1% dân số phần lớn không theo tôn giáo hoặc theo chủ nghĩa Muism và các tôn giáo bản địa khác.

## Kinh tế
Incheon là trung tâm của Khu Công nghiệp Tập Trung. Trong quá trình công nghiệp hóa của Hàn Quốc, một số khu công nghiệp đã được xây dựng trên toàn thành phố, và kết quả là, thành phố phần lớn phụ thuộc vào ngành công nghiệp sản xuất. Nhưng với việc chỉ định Khu kinh tế tự do Incheon vào năm 2003, thành phố hiện đang nỗ lực thúc đẩy các ngành tăng trưởng mới. Các khu công nghiệp lớn bao gồm cụm công nghiệp Bupyeong, nơi có nhà máy GM Incheon (trước đây là nhà máy GM Daewoo Incheon), khu công nghiệp Juan và khu công nghiệp Namdong.
Trong những năm gần đây, ngành công nghiệp sinh học đang nổi lên như một ngành công nghiệp tăng trưởng mới của thành phố. Hiện tại, với tổng công suất 330kℓ / năm, thành phố đứng thứ 2 thế giới về năng lực sản xuất cùng với San Francisco, Hoa Kỳ. Công suất đang được mở rộng, và sau khi hoàn thành vào năm 2018, thành phố sẽ xếp hạng 1 với công suất 510kℓ. Ngoài ra, ngành logistics cũng đang tăng trưởng nhanh, nhờ Sân bay Incheon, được xếp thứ 4 trên thế giới về lưu thông hàng hóa và mở rộng cảng Incheon.

## Giáo dục
Vào ngày 27 tháng 2 năm 2007, chính quyền Incheon tuyên bố thành phố là "Thành phố tiếng Anh" và khánh thành chương trình "Khu vực tiếng Anh miễn phí Incheon". Mục tiêu của chương trình là làm cho cư dân thành phố thành thạo tiếng Anh như Hồng Kông và Singapore. Đây là mục đích cuối cùng của việc xây dựng Incheon như là một trung tâm thương mại và kinh doanh ở Đông Bắc Á. Khẩu hiệu chính thức của chương trình là "Nụ cười với tiếng Anh".

### Bậc đại học
Incheon là nơi có một số trường cao đẳng và đại học:
- Đại học Giáo dục Quốc gia Gyeongin Khuôn viên Incheon
- Đại học Inha (trước đây là Viện Công nghệ Inha)
- Đại học Gachon Y tế · Khuôn viên Ganghwa
- Đại học nữ Gyeongin
- Đại học Kỹ thuật Inha
- Đại học Công giáo Incheon
- Thành phố Incheon
- Đại học Quốc gia Incheon
- Đại học Jaineung
- Đại học Utah Cơ sở Châu Á
- SUNY Hàn Quốc
- Đại học Anyang Khuôn viên Ganghwa
- Đại học Yonsei Khuôn viên quốc tế
- Đại học Bách khoa Hàn Quốc Ⅱ
- Đại học Seongsan Hyo
- Đại học Quốc tế Juan

### Trường tiểu học và trung học
Các trường quốc tế:
- Trường Quốc tế Chadwick Songdo
- Trung Quốc ở nước ngoài tiểu học và Trung / Trung học, Incheon (인천 화교 소 · 중산중 고등학교)
- Trường Cheongna Dalton

## Các địa danh
Một số hòn đảo phía tây của Hàn Quốc, bao gồm Đảo Ganghwa, Đảo Yeongjong và Đảo Baengnyeong cũng do Incheon quản lý. Đảo Baengnyeong là điểm cực tây của Hàn Quốc.
- Trạm Bupyeong là nơi Tàu điện ngầm vùng thủ đô Seoul tuyến số 1 và tuyến tàu điện ngầm Incheon giao nhau. Có một trung tâm mua sắm dưới mặt đất lớn ở đó chủ yếu là bán quần áo và điện thoại di động của phụ nữ thời thượng. Trên mặt đất, có rất nhiều nhà hàng, cửa hàng bách hóa và Lotte Mart.
- Jayu (Freedom) Park là một công viên gần cảng của thành phố. Bức tượng tổng quát Douglas MacArthur, cũng như một đài tưởng niệm kỷ niệm 100 năm quan hệ Mỹ và Hàn Quốc nằm ở đó.
- Khu phố Tàu Incheon - Chinatown là khu phố Tàu chính thức duy nhất của Hàn Quốc, nằm đối diện Ga Incheon gần Công viên Jayu.
- Bến xe buýt Incheon là khu vực xung quanh bến xe buýt của thành phố. Ngoài ra còn có địa điểm biểu diễn và ga tàu điện ngầm. Trong khu vực này của Guwol-dong là Rodeo Street, một quảng trường trung tâm nhộn nhịp với nhiều nhà hàng và cửa hàng bách hóa.
- Wolmido là vị trí của Green Beach, một trong những địa điểm hạ cánh cho lực lượng xâm lược của MacArthur. Nó bây giờ là một địa điểm du lịch địa phương với boardwalk, công viên giải trí và nhiều cá sống trong nhà hàng. Phà chạy từ Wolmido đến Yeongjongdo và Jakyakdo.
- Jakyakdo là một hòn đảo nhỏ nằm ở bến cảng gần giữa Wolmido và Yeongjongdo. Có nhiều lối đi bộ và điểm dã ngoại, nhà hàng và các phòng cho thuê theo mùa.
- Incheon Landing Operation Memorial Hall là một quảng trường và bảo tàng nhỏ dành riêng cho Incheon Landing. Vũ khí và hiện vật từ chiến tranh và hoạt động được hiển thị.
- Incheon Dohobu Cheongsa là khu phức hợp chính phủ cũ của Incheon. Nằm gần sân vận động Munhak, nó đã tồn tại từ ít nhất là triều đại của vua Sejong, khoảng 1424 AD.
- Kênh Ara là đường thủy nối Sông Hán và biển Hoàng Hải. Dọc kênh là một công viên và một con đường xe đạp ngày càng trở nên phổ biến với người dân địa phương.

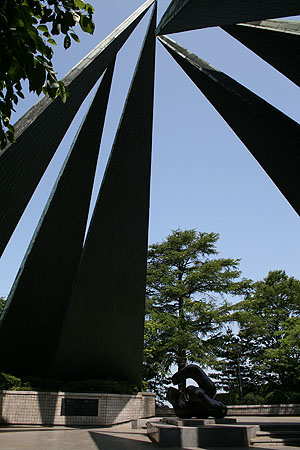
Đài tưởng niệm 100 năm quan hệ Hàn Quốc-Hoa Kỳ ở công viên Jayu
Tượng MacArthur ở JayuTượng MacArthur ở Jayu
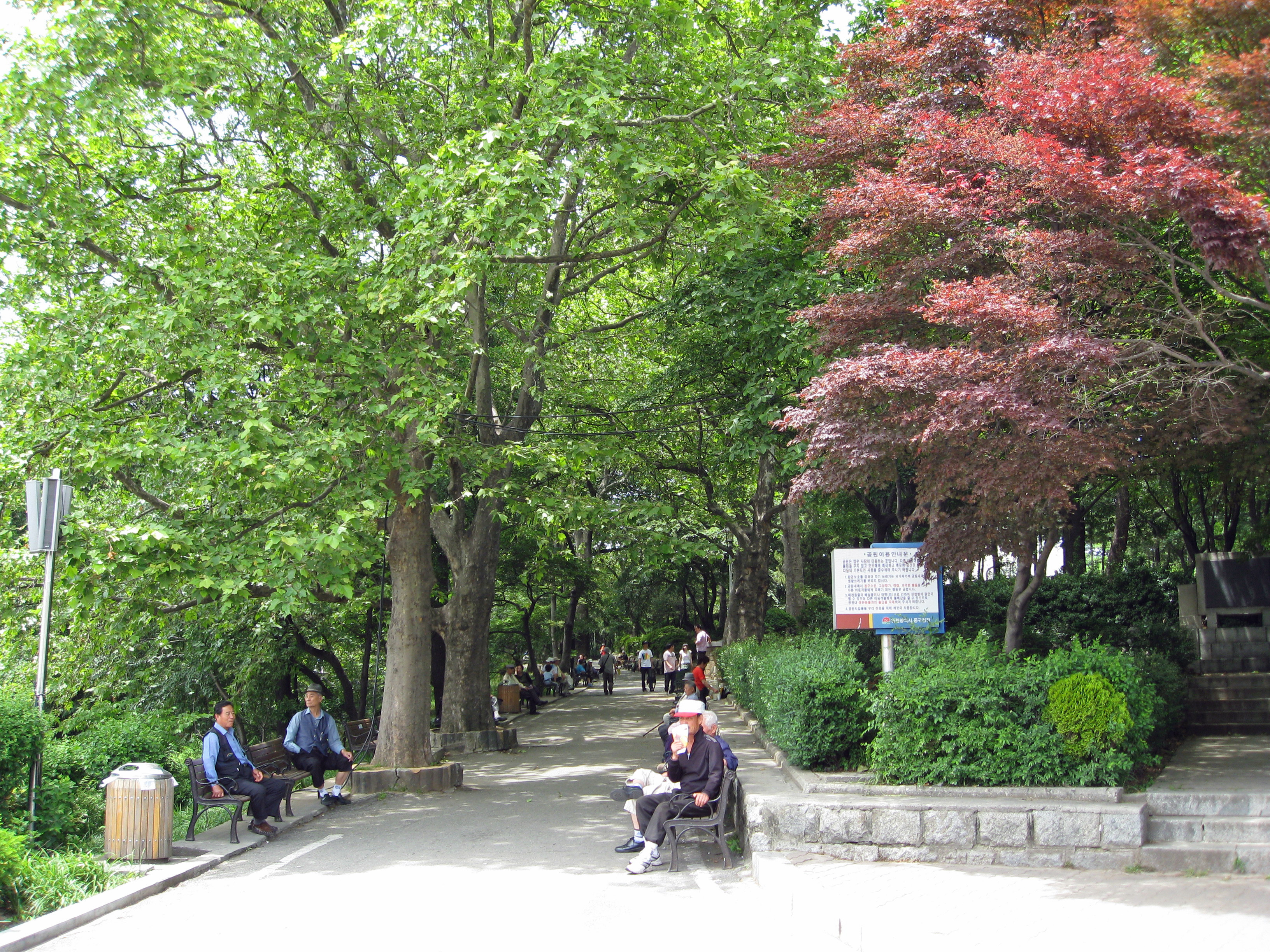
Đường đi bộ ở Jayu
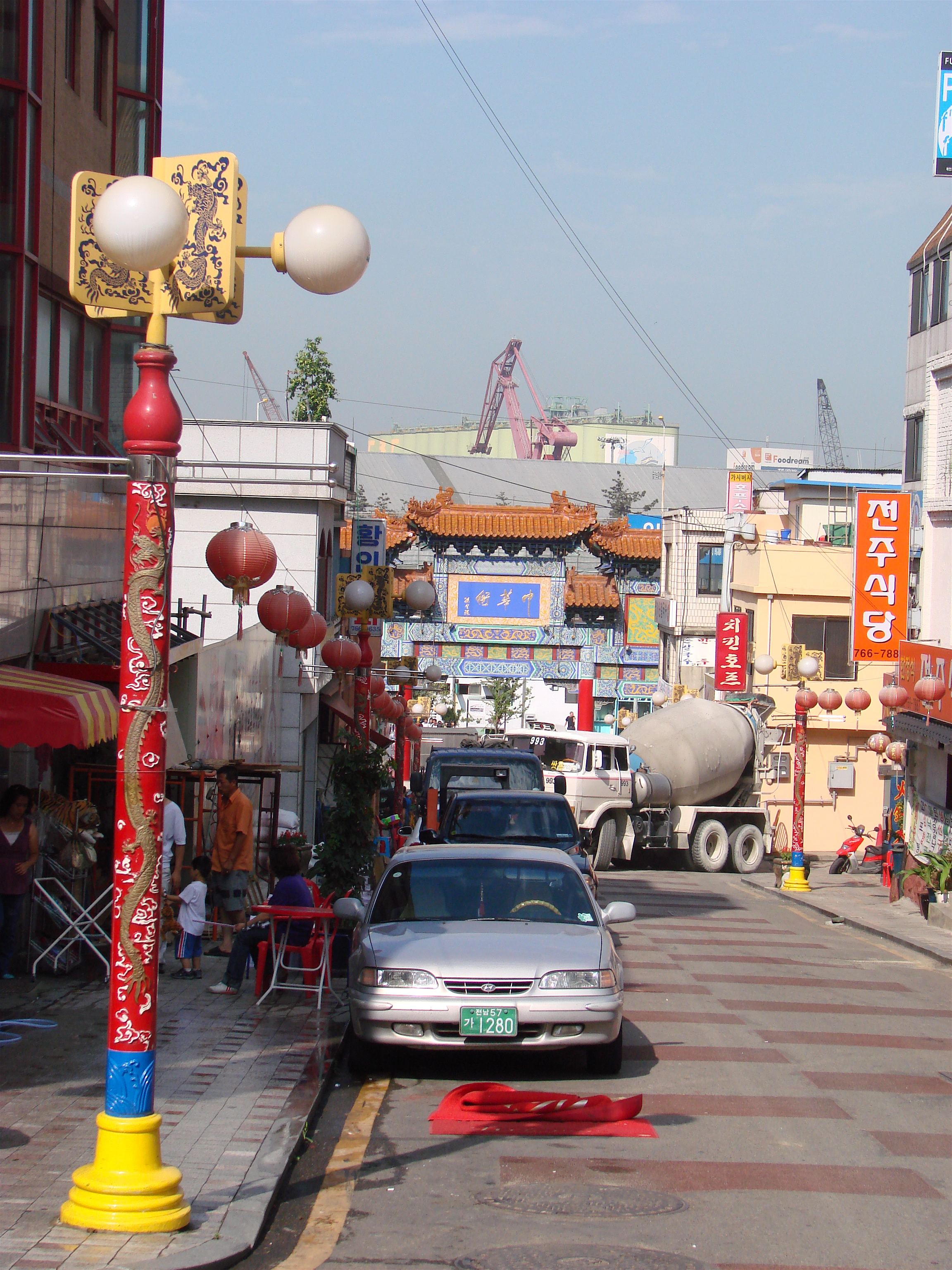
Một khu phố người Hoa chính thức ở Hàn Quốc
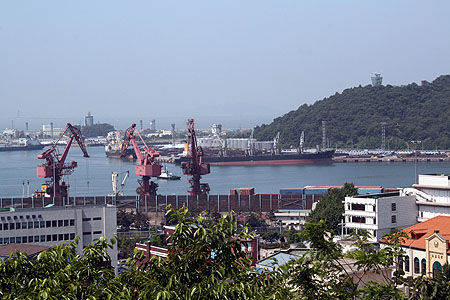
Cảng Incheon
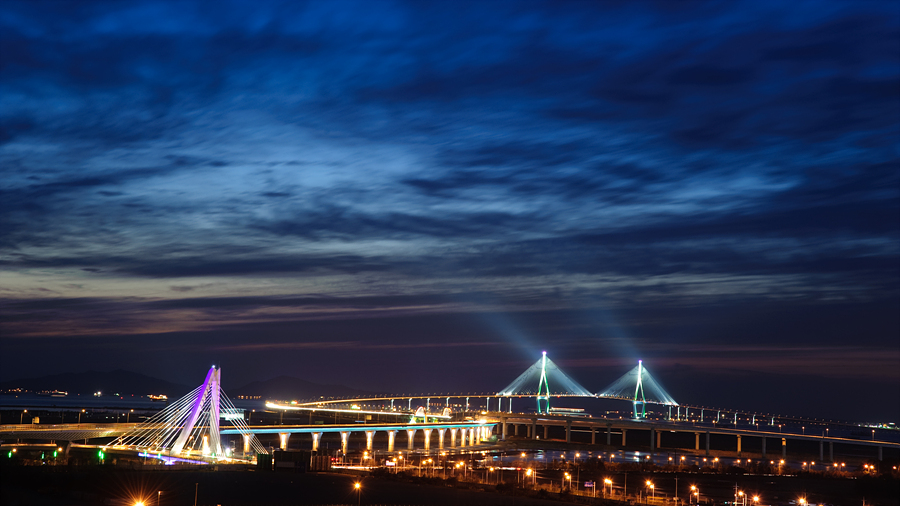
Cầu Incheon
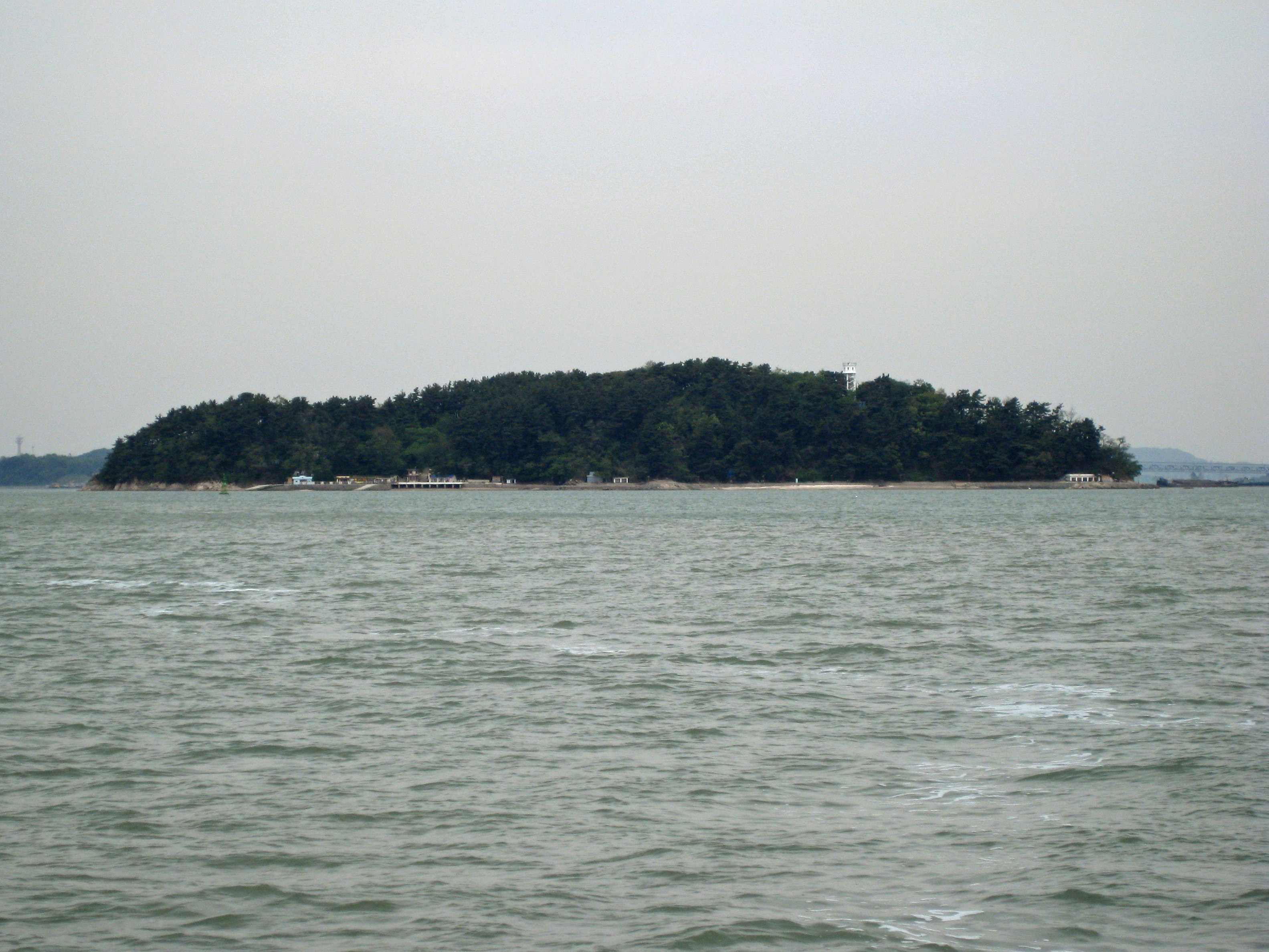
Một hòn đảo nhỏ ở Jakyakdo

## Giao thông

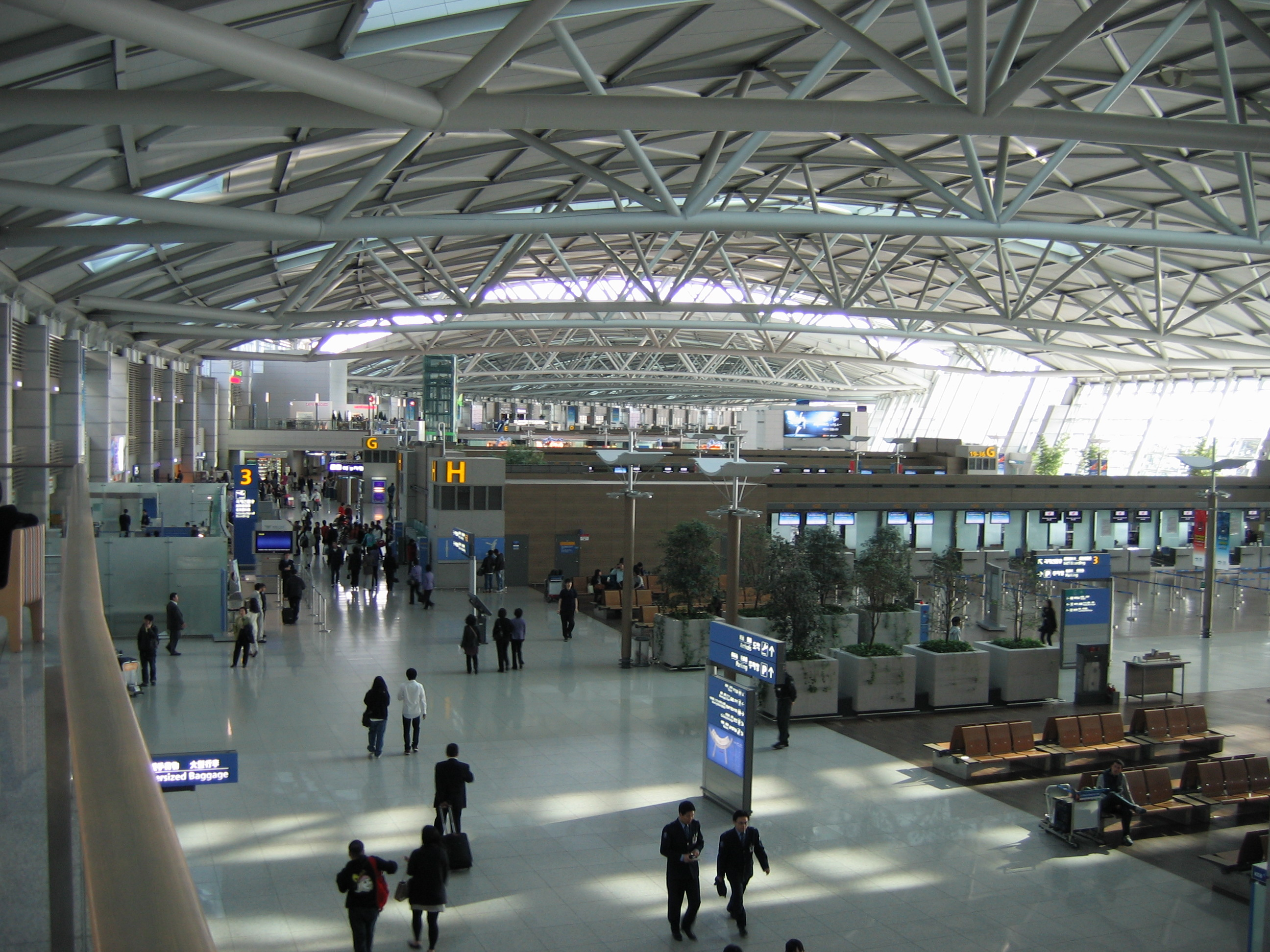
Bên trong sân bay Incheon

Incheon là một trung tâm vận tải nội địa và quốc tế lớn của Hàn Quốc.

### Đường hàng không
Sân bay Quốc tế Incheon là sân bay quốc tế chính của Hàn Quốc và là trung tâm hàng không khu vực. Vào năm 2015, nó là sân bay bận rộn thứ 22 trên thế giới bởi lượng hành khách, với 49.412.750 hành khách.
Có tổng cộng 305.446 chuyến bay (300.634 quốc tế, 4.812 nội địa) đến và đi từ Sân bay Quốc tế Incheon vào năm 2015, trung bình 837 chuyến bay (824 quốc tế, 13 chuyến bay nội địa) hàng ngày. 50,9% số chuyến bay được phục vụ bởi hai hãng hàng không chính của Hàn Quốc là Korean Air và Asiana Airlines, với các hãng hàng không giá rẻ và nước ngoài phục vụ 49,1% còn lại. Các sân bay đang trải qua một sự gia tăng nhanh chóng của hành khách, và việc khai trương nhà ga thứ 2 vào tháng 12/2017 sẽ thúc đẩy lưu lượng truy cập bổ sung.
Cũng xuất hiện trong bộ phim truyền hình Hàn Quốc, "Thành phố hàng không".

### Đường thủy
Cảng biển của Incheon là cảng lớn thứ hai tại Hàn Quốc sau cảng biển Busan.
Nhà ga hành khách quốc tế đặt tại cảng cung cấp phà đến năm thành phố ở Trung Quốc: Đại Liên, Thanh Đảo, Thiên Tân, Đan Đông và Uy Hải. Ngoài ra còn có phà đến các đảo xa xôi của Incheon cũng như Đảo Baengnyeong bên trong Đường giới hạn phía Bắc.

### Xe buýt
Bến xe buýt Incheon, nằm tại trạm dừng tàu điện ngầm cùng tên, cung cấp dịch vụ đưa đón bằng xe buýt tốc hành đến tất cả các khu vực của Hàn Quốc. Nhiều tuyến xe buýt trong thành phố cung cấp dịch vụ vận chuyển trong phạm vi thành phố cũng như các thành phố lân cận như Bucheon, Gimpo, Seoul và Siheung.
Nhiều tuyến BRT cung cấp dịch vụ vận chuyển giữa Seoul và Incheon.

### Đường sắt
Dịch vụ địa phương đến Guro, Seoul, Cheongnyangni, Uijeongbu và Soyosan được cung cấp bởi tuyến tàu điện ngầm Seoul 1. Tuyến có 11 ga trong Incheon và kết nối với Tàu điện ngầm Incheon tại các ga Bupyeong và Juan.
Dịch vụ nhanh trên cùng tuyến đến Ga Yongsan ở Seoul khởi hành từ ga Dongincheon và dừng tại các ga chính.
Tuyến AREX chạy từ Sân bay Quốc tế Incheon đến Ga Seoul qua Sân bay Quốc tế Gimpo. Tuyến Incheon-Gimpo được khai trương vào tháng 3 năm 2007 và được mở rộng đến ga Seoul vào tháng 12 năm 2010. Hành khách có thể chọn dịch vụ tốc độ cao chỉ dừng ở sân bay Incheon và Seoul, mất 43 phút nhưng chỉ khởi hành sau nửa giờ; hoặc dịch vụ tất cả các trạm mất 53 phút nhưng lại cứ sáu phút một lần.
Tuyến KTX đã được giới thiệu trên tuyến AREX vào ngày 30 tháng 6 năm 2014, với các trạm dừng tại Ga Sân bay Quốc tế Incheon và Ga Geoman. Có thêm kế hoạch sử dụng tuyến Suin mới xây dựng để đưa tuyến KTX đến ga Incheon vào năm 2021.

### Tàu điện ngầm
Tàu điện ngầm Incheon có hai tuyến tàu điện ngầm phục vụ thành phố. Tuyến đầu tiên kết nối với hệ thống tàu điện ngầm Seoul tại ga Bupyeong (Tàu điện ngầm vùng thủ đô Seoul tuyến số 1) và tuyến AREX tại ga Gyeyang. Tuyến này kết nối Ga Thương mại Quốc tế tại Songdo với Ga Gyeyang. Dòng có 28 trạm trên 29,4 km (18,3 dặm) của tuyến. Tuyến cũng có các trạm trung chuyển với Tuyến Suin tại Ga Woninjae, với Tuyến Tàu điện ngầm Incheon số 2 tại Ga Incheon City Hall và Tàu điện ngầm Seoul tuyến 7 tại Ga Văn phòng Bupyeong-gu. Tàu điện ngầm Incheon tuyến 2 mở cửa vào tháng 7 năm 2016 và chạy từ Ga Geomdan Oryu đến Ga Unyeon. Dòng tự động là 29,2 km (18,1 dặm) dài, và có 27 trạm, trong đó có các trạm chuyển giao tại Geomam Trạm với dòng AREX, Trạm với Seoul Dòng điện ngầm 1 Juan và tàu điện ngầm Incheon tuyến số 2 tại ga ga tòa thị chính Incheon.
Tàu điện ngầm Incheon được điều hành bởi Công ty Vận tải Nhanh Incheon (IRTC).
Có kế hoạch bổ sung cho tuyến tàu điện ngầm thứ ba ở Incheon.
Korail cũng đã xây dựng một tuyến đường sắt đi lại mới mang tên tuyến Suin. Tuyến khai trương vào năm 2012 từ Ga Oido ở Siheung đến Ga Songdo ở Incheon. Sau đó nó được mở rộng vào năm 2016, và bây giờ đến Ga Incheon, nơi hành khách có thể chuyển sang Tàu điện ngầm Seoul tuyến 1. Vào năm 2017, tuyến sẽ được mở rộng từ Ga Oido đến Ga Suwon.
Seoul Metro đã mở rộng Tàu điện ngầm Seoul tuyến số 7 đến văn phòng Bupyeong-gu vào năm 2011 và cung cấp dịch vụ vận chuyển đến hệ thống tàu điện ngầm Incheon. Nó có 3 trạm trong Incheon. Đến năm 2020, tuyến này sẽ tiếp tục được mở rộng về phía tây đến Ga Seongnam, nơi có thể chuyển sang Tuyến Tàu điện ngầm Incheon số 2.

## Thành phố kết nghĩa
- Trung Quốc
  - Đại Liên
  - Thiên Tân
- Alexandria, Ai Cập
- Tel Aviv, Israel
- Kitakyushu, Nhật Bản
- Thành phố Panama, Panama
- Manila, Philippines
- Hải Phòng, Việt Nam
- Ekaterinburg, Nga
- Hoa Kỳ
  - Anchorage, Alaska
  - Burbank, California
  - Honolulu, Hawaii
  - Philadelphia, Pennsylvania